# Susana García Fuertes
Susana García Fuertes (Ciudad de México, 1954) es una arquitecta mexicana. Es socia de Serrano Arquitectos y Asociados desde 2002. Destacada por proyectos como la Terminal 2 del Aeropuerto de la Ciudad de México, combina la práctica profesional con la docencia en la Universidad Iberoamericana desde 1980.

## Biografía
Su interés por la construcción se despertó a partir de una maestra de dibujo de la escuela secundaria que era arquitecta y la llevó a elegir esta profesión. De padre ingeniero civil y tíos arquitectos, Susana consideró que la ingeniería no era una carrera para una mujer.
Realizó sus estudios de arquitectura entre 1973 y 1978 en la Universidad Iberoamericana. Durante su formación, recuerda haber tenido profesoras en áreas como historia y dibujo, pero no en las materias de proyecto, lo que refleja la escasa presencia de mujeres en puestos de liderazgo académico en ese momento. De su generación, compuesta por aproximadamente 120 estudiantes, solo alrededor de 20 eran mujeres, entre las que se encontraban compañeras como Clara de Buen, Marisa Aja y Rebeca Cal y Mayor, quienes también destacarían en el campo de la arquitectura.

## Trayectoria
Desde los inicios de su carrera, su talento y dedicación la llevaron a destacarse en el ámbito de la arquitectura mexicana. Durante su etapa estudiantil en 1975, comenzó a trabajar en el despacho Serrano y Nava, ascendiendo rápidamente de dibujante a jefa de taller. Posteriormente, colaboró como socia por proyecto con Francisco Serrano y, desde 2002, se consolidó como socia formal de la firma Serrano Arquitectos y Asociados S.C. Aunque han pasado más de 20 años su nombre no está incluido en el nombre del estudio y eso lleva a que autores de publicaciones canónicas la omitan como coautora.
A lo largo de su trayectoria, ha logrado un equilibrio entre la práctica profesional y la docencia. Desde 1980, es profesora de Teoría e Historia de la Arquitectura en la Universidad Iberoamericana, donde ha formado a generaciones de arquitectos y arquitectas con un enfoque que vincula la arquitectura del pasado con la del presente. Además, impartió clases de Teoría de la Arquitectura en la Universidad La Salle entre 2003 y 2006. 
Ha participado activamente en la difusión del conocimiento arquitectónico y en la actividad del gremio. Es miembro del Colegio de Arquitectos de México A.C. y de la Academia Nacional de Arquitectura, lo que subraya su compromiso con la disciplina.

## Principales obras
Su asociación con Francisco Serrano ha dado lugar a proyectos icónicos en México. Entre sus obras más destacadas se encuentran:
- Terminal 2 del Aeropuerto Internacional Benito Juárez de la Ciudad de MéxicoTerminal 2 del Aeropuerto Internacional Benito Juárez de la Ciudad de México

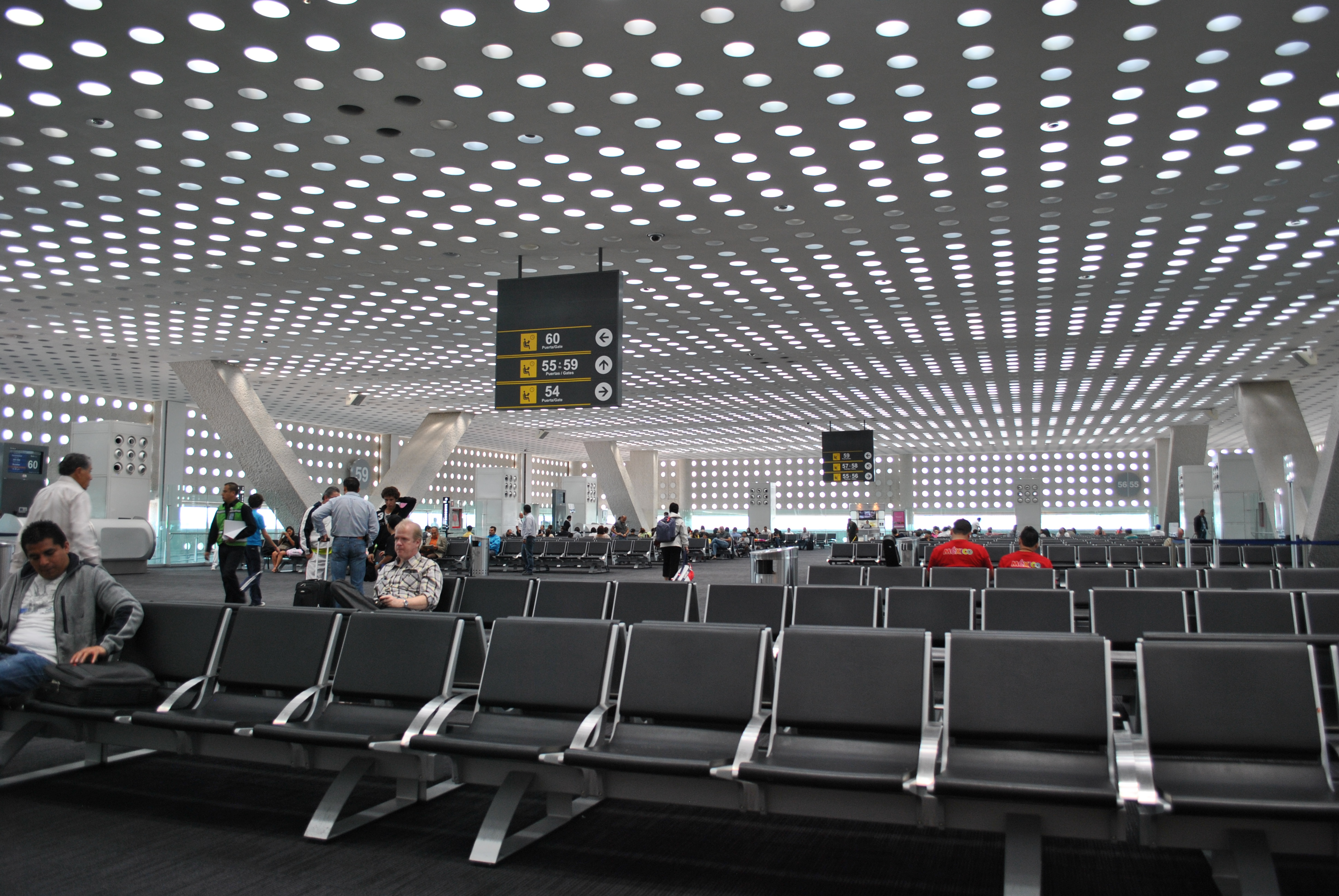
Terminal 2 del Aeropuerto Internacional Benito Juárez de la Ciudad de México

- Instalaciones de la Universidad Iberoamericana en Santa Fe.
- Edificio Copa de Oro.
- Apartamentos Meridiano.
- Paseo de la Mujer Mexicana en Monterrey, obra realizada por concurso de manera independiente y que refleja su interés por visibilizar las contribuciones de las mujeres en el espacio público.

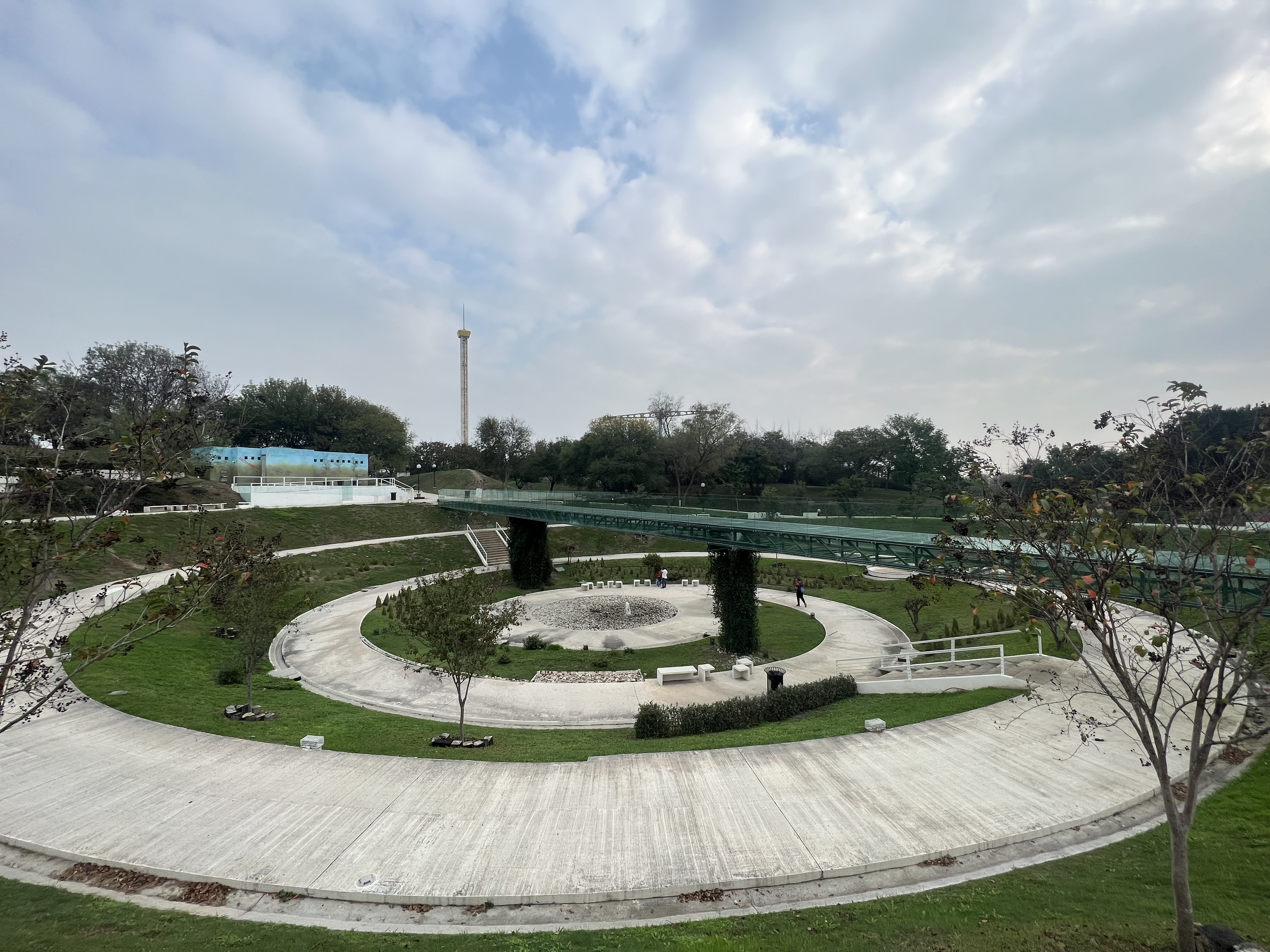

- Apartamentos Tomás Moro.
- Departamentos Rebollar.
- Hacienda Cantalagua.
- Acceso al Templo Mayor.
- Preparatoria Ibero.

## Premios y reconocimientos
- Premio Firenze Entremuros (2022) junto a Francisco Serrano por su trayectoria.[3]
- Premio Honorario Íconos del Diseño junto a Francisco Serrano por la revista Architectural Digest México y Latinoamérica (2024)[4].

- Diploma al Mérito Universitario por la Universidad Iberoamericana (1988).
- Medalla y Diploma al Mérito Universitario Universidad Iberoamericana (2009).